# Base aérea de Jmeimim
Base aérea de Jmeimim (en árabe, قاعدة حميميم الجوية; en ruso: базе Хмеймим), es una base aérea en Siria utilizada por las Fuerzas Armadas de Rusia y ubicada en al sureste de la gobernación de Latakia, en Jmeimim. La base aérea comparte algunas instalaciones del aeródromo con el Aeropuerto Internacional Basel al-Ásad, ambas instalaciones están en el mismo lugar. El estatus legal de la base está regulado por un tratado firmado por Rusia y Siria en agosto de 2015.
Además de la base aérea, en la misma gobernación pero en la costa se encuentra la histórica base naval de Tartús, modernizada y ampliada, y desde finales de 2019 en el aeropuerto de Qamisli hay una base de helicópteros rusos desplegados desde Jmeimim, en unas instalaciones abandonadas por Estados Unidos al abandonar su presencia en la zona.

## Historia
La base aérea rusa en Jmeimim fue construida a mediados de 2015 con la aprobación del presidente Bashar al-Ásad. oficialmente como un punto estratégico para detener la expansión de grupos yihadistas en el país como el autodenominado Estado Islámico y el Frente Al-Nusra, todo ello en un momento delicado para el presidente sirio por su situación de debilidad en ese momento en la guerra civil siria. La existencia de la base rusa fue revelada por Estados Unidos a principios de septiembre y los funcionarios estadounidenses expresaron su preocupación al poder agravar aún más el conflicto en Siria. La base aérea empezó a funcionar el 30 de septiembre de 2015 tras la autorización del gobierno ruso para el uso de la fuerza aérea en Siria. Además aparte de la base de Jmeimim, el gobierno ruso recuperó y amplió su presencia militar en la base naval de Tartús, su único puerto militar en el Mar Mediterráneo.
El 26 de agosto de 2015, en la capital Damasco, los gobiernos de Rusia y Siria firmaron un tratado, con efecto inmediato, que estipula los términos y condiciones de uso por parte de Rusia de parte del aeropuerto de Jmeimim, de forma gratuita y por un plazo de 49 años prorrogable de forma automática por períodos de 25 años a menos que una de las partes notifique por escrito a la otra la intención de rescindirlo.. El tratado, ratificado por la Duma Estatal -la Cámara Baja del Parlamento-, fue promulgado por el presidente Vladímir Putin en octubre de 2016. El personal de Rusia y sus familiares tienen inmunidad jurisdiccional y otros privilegios según la Convención de Viena sobre Relaciones Diplomáticas. Es decir, todo el personal de la base rusa en Siria está bajo jurisdicción legal rusa, no siria. El ejército sirio protege el perímetro de la base, mientras que la parte rusa es responsable de la defensa aérea y la seguridad interna de la base. El tratado fue enmendado mediante la firma de un protocolo de 19 párrafos publicado el 21 de enero de 2017, ratificado por Ley Federal N.º 181-FZ con fecha del 26 de julio y en vigor desde el 6 de agosto del mismo año.
El 11 de diciembre de 2017, el presidente Putin visitó la base aérea donde se reunió con el presidente al-Ásad, junto al ministro de defensa Serguéi Shoigú y el comandante del distrito militar Sergei Surovikin y agradeció a las tropas rusas su esfuerzo durante los últimos años en la lucha terrorista en el país.
El 6 de marzo de 2018, un avión de transporte Antonov An-26 de la Fuerza Aérea Rusa se estrelló al perder el control durante el aterrizaje a unos 500 metros de la pista de la base aérea. Fallecieron las 39 personas que iban a bordo.

## Instalaciones
La base dispone de distintos edificios e instalaciones con servicios como lavandería, una estación de bomberos, un servicio de almacenamiento y distribución de combustible y lubricantes, una cantina, servicio veterinario, varios equipos de bomberos y personal sanitario, almacenes para dar servicio a las aeronaves y personal de la base las 24 horas del día e incluso una panadería propia.
La base destaca por sus diferentes sistemas de protección, como la defensa antiaérea de corto alcance Pantsir o las defensas de medio y largo alcance S-300 y S-400.
El 30 de julio de 2020, los gobiernos de Rusia y Siria firmaron un protocolo adicional al acuerdo bilateral de 2015, según el cual la República Árabe de Siria transferirá a Rusia otras ocho hectáreas para ampliar la base aérea rusa de Jmeimim. El documento aprueba por la parte siria la transferencia de una parte del terreno para ampliar las instalaciones rusas con el mismo uso «gratuito y temporal», con el fin de «crear y ubicar un centro médico» para la base aérea rusa.